# Cappeln
Cappeln é um município da Alemanha localizado no distrito de Cloppenburg, estado da Baixa Saxônia.